# Népies stílusú épületek Magyarországon
Az alábbi lista a 20. század első felében, népies stílusban (népi romantika, népies szecesszió, erdélyi szecesszió) épült (de nem népi) magyarországi épületeket gyűjti össze alkotók szerint. Az információk hiánya miatt a lista nem tekinthető teljesnek.

## Ágoston Emil(1876–1921)
| Kép | Név        | Helyszín                              | Építés ideje | Megjegyzés |
| --- | ---------- | ------------------------------------- | ------------ | ---------- |
|     | lakóház    | Budapest, Wesselényi utca 32.         | 1909         |            |
|     | Krayer-ház | Budapest, Csanády u. 2. / Váci út 34. | 1909–1910    |            |
|     | bérház     | Budapest, Küküllő u. 13.              | n. a.        |            |

## Almási Balogh Loránd(1869–1945)
| Kép | Név                                                                      | Helyszín                          | Építés ideje | Megjegyzés |
| --- | ------------------------------------------------------------------------ | --------------------------------- | ------------ | --- |
|     | Községi pedagógiai szeminárium                                           | Budapest, Horváth Mihály tér 8.   | 1911–1912    | Épült Bárczy István kislakás- és iskolaépítési programja keretében. Ma: Budapesti Fazekas Mihály Gyakorló Általános Iskola és Gimnázium. |
|     | az Óbudai Gázgyári Lakótelep Munkástelep része (sorházak, iskola, óvoda) | Budapest, Sujtás utca és környéke | 1911–1914    | |
|     | A Bánhidai Erőművek tisztviselő- és munkásházai                          | Tatabánya                         | 1930         | |

## Árkay Aladár(1869–1932)
| Kép | Név                                | Helyszín                                                                 | Építés ideje | Megjegyzés |
| --- | ---------------------------------- | ------------------------------------------------------------------------ | ------------ | ---------- |
|     | Bírák és Ügyészek Telepe           | Budapest, Ráth György – Tóth Lőrinc – Istenhegyi és Határőr utcák között | 1911–1913    |            |
|     | Fasori református templom          | Budapest, Városligeti fasor 7.                                           | 1911–1913    |            |
|     | Városmajori Jézus Szíve-kistemplom | Budapest, Csaba u. 5.                                                    | 1922–1923    |            |
|     | Rózsadombi Krisztus Király-templom | Budapest, Keleti Károly u. 39.                                           | 1926         |            |
|     | Sashalmi református templom        | Budapest, Budapesti út 82-84.                                            | 1928         |            |

## Balázs Ernő(1856–1930)
| Kép | Név                           | Helyszín                     | Építés ideje | Megjegyzés |
| --- | ----------------------------- | ---------------------------- | ------------ | --- |
|     | Marczibányi téri elemi iskola | Budapest, Marczibányi tér 1. | 1912–1915    | Épült Bárczy István kislakás- és iskolaépítési programja keretében. Ma: Kodály Zoltán Ének-zenei Általános Iskola, Gimnázium és Zenei Alapfokú Művészeti Iskola. |

## Bábolnay József(1886–1983)
Népies stílusú épületek terveit készítette el több pályázatra, azonban ezek végül nem valósultak meg (Magyarországon).

## Bathó Lajos(?)
| Kép | Név                | Helyszín                   | Építés ideje | Megjegyzés |
| --- | ------------------ | -------------------------- | ------------ | ---------- |
|     | Budafoki városháza | Budapest, Városház tér 11. | 1926–1929    |            |

## Bauer Emil(1883–1956) ésGutmann Gyula(1880–1955)
| Kép | Név           | Helyszín                              | Építés ideje | Megjegyzés |
| --- | ------------- | ------------------------------------- | ------------ | ---------- |
|     | Trombitás-ház | Budapest, Szilágyi Erzsébet fasor 19. | 1911–1912    |            |

## Benes Imre(1875–1945)
| Kép | Név     | Helyszín                      | Építés ideje | Megjegyzés                      |
| --- | ------- | ----------------------------- | ------------ | ------------------------------- |
|     | lakóház | Budapest, Rómer Flóris u. 34. | 1911         | Kaszab Miklóssal közös alkotás. |

## Borsos József(1875–1952)
| Kép | Név                          | Helyszín                     | Építés ideje | Megjegyzés |
| --- | ---------------------------- | ---------------------------- | ------------ | ---------- |
|     | Borsos-villa                 | Debrecen                     | 1913         |            |
|     | Rendőrségi palota            | Debrecen, Kossuth u. 20.     | 1914–1915    |            |
|     | ravatalozója és krematóriuma | Debrecen, Benczúr Gyula u. 6 | 1931–1932    |            |

## Csaba Rezső(1903–1955)
| Kép | Név                                     | Helyszín                      | Építés ideje | Megjegyzés                   |
| --- | --------------------------------------- | ----------------------------- | ------------ | ---------------------------- |
|     | Sashalmi református templom             | Budapest, Budapesti út 82-84. | 1928         | Árkay Aladárral közös munka. |
|     | Rákospalota-újvárosi református templom | Budapest, Rákos út 71-75.     | 1933–1936    |                              |
|     | Mátyásföldi református templom          | Budapest, Baross Gábor u. 23. | 1937–1939    |                              |
|     | Ősrákosi református templom             | Budapest, Széchenyi út 18.    | 1939–1944    |                              |

## Cséti István(1885–?)[18]
| Kép | Név          | Helyszín                      | Építés ideje | Megjegyzés |
| --- | ------------ | ----------------------------- | ------------ | ---------- |
|     | Roheim villa | Budapest, Hungária körút 151. | 1923         |            |

## Csiszár Lajos(1876–1963)
Népies stílusú épületek terveit készítette el több pályázatra, azonban ezek végül nem valósultak meg (Magyarországon).

## Dénes Dezső(1877–1938) ésMellinger Artúr(1875–?)
| Kép | Név           | Helyszín                 | Építés ideje | Megjegyzés |
| --- | ------------- | ------------------------ | ------------ | ---------- |
|     | Mellinger ház | Budapest, Ráday utca 14. | 1911         |            |

## Fischer József(1873–1942)
| Kép | Név         | Helyszín                             | Építés ideje | Megjegyzés                    |
| --- | ----------- | ------------------------------------ | ------------ | ----------------------------- |
|     | lakóház     | Budapest, Villányi út 4.             | 1907         | Detoma Alfonzzal közös munka  |
|     | lakóház     | Budapest, Fadrusz utca 5.            | 1909         | Detoma Alfonzzal közös munka  |
|     | Ripka villa | Budapest, Gellérthegy utca 13.       | 1911–1912    | Detoma Alfonzzal közös munka  |
|     | lakóház     | Budapest, Radnóti Miklós utca 24-26. | 1925         | Mueller Félixxel közös munka. |

## Freund Dezső(1884–1960)
| Kép | Név     | Helyszín                       | Építés ideje | Megjegyzés |
| --- | ------- | ------------------------------ | ------------ | ---------- |
|     | lakóház | Budapest, Arany János utca 33. | 1910         |            |
|     | lakóház | Budapest, Hajós utca 16-18.    | 1912         |            |

## Friedrich Loránd(1891–1946)
| Kép | Név                        | Helyszín                           | Építés ideje | Megjegyzés |
| --- | -------------------------- | ---------------------------------- | ------------ | ---------- |
|     | Óbudai Evangélikus templom | Budapest, Dévai Bíró Mátyás tér 1. | 1933–1935    |            |

## Führer Miklós(1873–1948)
| Kép | Név                            | Helyszín                         | Építés ideje | Megjegyzés |
| --- | ------------------------------ | -------------------------------- | ------------ | ---------- |
|     | Görög Katolikus Püspöki Palota | Nyíregyháza, Bethlen Gábor u. 5. | 1908         |            |

## Gaál Lajos(?)
| Kép | Név                               | Helyszín               | Építés ideje | Megjegyzés |
| --- | --------------------------------- | ---------------------- | ------------ | ---------- |
|     | Pestszentimrei református templom | Budapest, Nemes u. 27. | 1939         |            |

## Gyárfás Antal(1881–1945)
| Kép | Név     | Helyszín                  | Építés ideje | Megjegyzés |
| --- | ------- | ------------------------- | ------------ | ---------- |
|     | lakóház | Budapest, Ostrom utca 14. | 1910         |            |
|     | lakóház | Budapest, Ostrom utca 29. | 1916         |            |

## Györgyi Dénes(1886–1961)
| Kép | Név                                       | Helyszín                       | Építés ideje | Megjegyzés                     |
| --- | ----------------------------------------- | ------------------------------ | ------------ | ------------------------------ |
|     | Elemi iskola                              | Kiskunhalas, Köztársaság u. 9. | 1912–1913    | Ma: Központi Általános Iskola. |
|     | Debreceni Orvostudományi Egyetem Klinikái |                                | 1913–1932    | Korb Flórissal közös munkák.   |

## Hikisch Rezső(1876–1934)
| Kép | Név                          | Helyszín                     | Építés ideje | Megjegyzés |
| --- | ---------------------------- | ---------------------------- | ------------ | --- |
|     | Szentendrei úti elemi iskola | Budapest, Szentendrei út 83. | 1909–1910    | Épült Bárczy István kislakás- és iskolaépítési programja keretében. Ma: Kőrösi Csoma Sándor Két Tanítási Nyelvű Gimnázium. |

## Jakab Árpád(1861–1927)
| Kép | Név                                 | Helyszín                                                            | Építés ideje | Megjegyzés                      |
| --- | ----------------------------------- | ------------------------------------------------------------------- | ------------ | ------------------------------- |
|     | Virányosdűlői Tisztviselő Lakótelep | Budapest, Dániel út, a Kiss Áron utca és a Zirzen Janka utca mentén | 1910-es évek | Postatisztviselők számára épült |

## Jánszky Béla(1884–1945) ésSzivessy Tibor(1884–1963)
| Kép | Név                                                                  | Helyszín                      | Építés ideje | Megjegyzés                        |
| --- | -------------------------------------------------------------------- | ----------------------------- | ------------ | --------------------------------- |
|     | Kecskeméti Városi Kaszinó és Kecskeméti Gazdasági Egyesület Székháza | Kecskemét, Rákóczi út 3.      | 1911         |                                   |
|     | lakóház                                                              | Budapest, Dankó u. 22.        | 1912         |                                   |
|     | Kádár cukrászda                                                      | Szolnok, Szapári u. 28.       | 1912         |                                   |
|     | Török Flóris (utcai) Általános Iskola                                | Budapest, Török Flóris u. 89. | 1927–1929    | ma: BGSZC Eötvös Loránd Technikum |

## Jeney Ernő(1876–1918)
| Kép | Név                                    | Helyszín                           | Építés ideje | Megjegyzés |
| --- | -------------------------------------- | ---------------------------------- | ------------ | ---------- |
|     | Tatai utcai MÁV tisztviselői lakóházak | Budapest, Szent László út 135-143. | 1912         |            |

## Karvaly Gyula(1874–1962)
| Kép | Név          | Helyszín                                       | Építés ideje | Megjegyzés |
| --- | ------------ | ---------------------------------------------- | ------------ | ---------- |
|     | Goldmann-ház | Budapest, Dózsa György út 17. / Abonyi utca 2. | 1911         |            |

## Komor Marcell(1868–1944) ésJakab Dezső(1864–1932)
| Kép | Név                     | Helyszín                           | Építés ideje | Megjegyzés |
| --- | ----------------------- | ---------------------------------- | ------------ | ---------- |
|     | lakóház                 | Budapest, Mecset utca 8.           | 1906–1909    |            |
|     | Komor-villa és bérházak | Budapest, Keleti Károly utca 29-31 | 1910         |            |
|     | Palace Hotel            | Budapest, Rákóczi út 43-45.        | 1910         |            |

## Kismarty-Lechner Loránd(1883–1963)
- a budapesti Wekerletelep egyes épületei[47]

## Klenovits Pál(?)
| Kép | Név     | Helyszín                         | Építés ideje | Megjegyzés                     |
| --- | ------- | -------------------------------- | ------------ | ------------------------------ |
|     | lakóház | Budapest, Hunyadi János utca 13. | 1910         | Báthory Istvánnal közös munka. |

## Kopeczek György(1877–1927)
| Kép | Név         | Helyszín                        | Építés ideje | Megjegyzés |
| --- | ----------- | ------------------------------- | ------------ | ---------- |
|     | Förster-ház | Budapest, Szilágyi Dezső tér 4. | 1910         |            |

## Kós Károly(1883–1977)
| Kép | Név                                                | Helyszín                         | Építés ideje                                | Megjegyzés |
| --- | -------------------------------------------------- | -------------------------------- | ------------------------------------------- | --- |
|     | Városmajor utcai Elemi iskola                      | Budapest, Városmajor u. 59.      | 1910–1911                                   | Épült Bárczy István kislakás- és iskolaépítési programja keretében. Ma: Városmajori Kós Károly Általános Iskola. A tervezési munkálatokban Györgyi Dénes is részt vette. |
|     | A Fővárosi Állat- és Növénykert Parasztudvara      | Budapest, Állatkerti körút 6-12. | 1909–1912\| Zrumeczky Dezsővel közös munka. | |
|     | A Fővárosi Állat- és Növénykert Szarvasháza        | Budapest, Állatkerti körút 6-12. | 1909–1912                                   | Zrumeczky Dezsővel közös munka. |
|     | A Fővárosi Állat- és Növénykert Madárháza          | Budapest, Állatkerti körút 6-12. | 1909–1912\| Zrumeczky Dezsővel közös munka. | |
|     | A Fővárosi Állat- és Növénykert Fácánosa           | Budapest, Állatkerti körút 6-12. | 1909–1912\| Zrumeczky Dezsővel közös munka. | |
|     | A Fővárosi Állat- és Növénykert Majomháza          | Budapest, Állatkerti körút 6-12. | 1909–1912                                   | Zrumeczky Dezsővel közös munka. |
|     | A Fővárosi Állat- és Növénykert Rágcsálóháza       | Budapest, Állatkerti körút 6-12. | 1909–1912                                   | Zrumeczky Dezsővel közös munka. |
|     | A Fővárosi Állat- és Növénykert Makiháza           | Budapest, Állatkerti körút 6-12. | 1909–1912                                   | Zrumeczky Dezsővel közös munka. |
|     | A Fővárosi Állat- és Növénykert Nagyragadozók Háza | Budapest, Állatkerti körút 6-12. | 1909–1912                                   | Zrumeczky Dezsővel közös munka. |
|     | A Fővárosi Állat- és Növénykert Zsiráfháza         | Budapest, Állatkerti körút 6-12. | 1909–1912                                   | Zrumeczky Dezsővel közös munka. Az épület a II. világháborúban súlyos károkat szenvedett, elbontották. 2010-ben építették vissza Kós tervei alapján.                     |
|     | A Fővárosi Állat- és Növénykert Tejcsarnoka        | Budapest, Állatkerti körút 6-12. | 1909–1912                                   | Zrumeczky Dezsővel közös munka. |
|     | A Fővárosi Állat- és Növénykert Mérgesháza         | Budapest, Állatkerti körút 6-12. | 1909–1912                                   | Zrumeczky Dezsővel közös munka. |
|     | Bagolyvár étterem                                  | Budapest, Gundel Károly út 4.    | 1913                                        | A Fővárosi Állat- és Növénykert mellett található. |

- a budapesti Kós Károly tér épületei

## Kotál Henrik(1874–1955)
- a budapesti Wekerletelep egyes épületei

## Kozma Lajos(1884–1948)
| Kép | Név     | Helyszín                    | Építés ideje | Megjegyzés |
| --- | ------- | --------------------------- | ------------ | ---------- |
|     | lakóház | Budapest, Stefánia út 63/b. | 1920-as évek |            |

## Kőrössy Albert Kálmán(1869–1955)
| Kép | Név                          | Helyszín                        | Építés ideje | Megjegyzés |
| --- | ---------------------------- | ------------------------------- | ------------ | --- |
|     | Obersohn Benő háza           | Budapest, Németh László utca 4. | 1909         | |
|     | lakóház                      | Budapest, Aradi utca 17.        | 1910         | |
|     | Szvetenai-utcai elemi iskola | Budapest, Lenhossék utca 26-28. | 1911         | Épült Bárczy István kislakás- és iskolaépítési programja keretében. Ma: egyik felében: Szent György Média és Informatikai Szakgimnázium, másik felében: Ferencvárosi önkormányzati hivatal működik. |

## Lajta Béla(1873–1920)
| Kép | Név                                           | Helyszín                    | Építés ideje | Megjegyzés                                                       |
| --- | --------------------------------------------- | --------------------------- | ------------ | ---------------------------------------------------------------- |
|     | Malonyay villa                                | Budapest, Izsó utca 5.      | 1905–1907    |                                                                  |
|     | Zsidó Vakok Intézete                          | Budapest, Mexikói út 59–60. | 1905–1908    | Ma: Mozgásjavító Általános Iskola.                               |
|     | Chevra Kadisa gyógyíthatatlan betegek otthona | Budapest, Amerikai út 57.   | 1910–1911    | Ma: Országos Mentális, Ideggyógyászati és Idegsebészeti Intézet. |

## Löllbach Kálmán(1879–1970)
| Kép | Név                     | Helyszín                      | Építés ideje | Megjegyzés                                                     |
| --- | ----------------------- | ----------------------------- | ------------ | -------------------------------------------------------------- |
|     | lakóház                 | Budapest, Frankel Leó u. 20.  |              |                                                                |
|     | Kecskeméti Főreáliskola | Kecskemét, Dózsa György út 3. | 1914         | Zaboreczky Ferenccel közös munka. Ma: Katona József Gimnázium. |

## Marschalkó Béla(1884–1962)
| Kép | Név                                       | Helyszín                      | Építés ideje | Megjegyzés                                                  |
| --- | ----------------------------------------- | ----------------------------- | ------------ | ----------------------------------------------------------- |
|     | Marschalkó villa                          | Pomáz, Orgona u.              | 1910         |                                                             |
|     | Herczeg Ferenc – Tormay Cecil villája     | Budapest, Hűvösvölgyi út 87.  | 1912         |                                                             |
|     | Velence-telep                             | Ózd                           | 1921–1925    |                                                             |
|     | Altiszti- és Munkás Olvasó Egylet épülete | Ózd, Gyár u. 4.               | 1923–1924    | ma: Liszt Ferenc Művelődési Ház                             |
|     | Acélgyári Társulati Iskola                | Salgótarján, Acélgyári út 24. | 1928–1929    | ma: Salgótarjáni Általános Iskola Petőfi Sándor Tagiskolája |

## Máthé Géza(?)
| Kép | Név                                | Helyszín                        | Építés ideje | Megjegyzés |
| --- | ---------------------------------- | ------------------------------- | ------------ | ---------- |
|     | Pestszentlőrinci unitárius templom | Budapest, Szervét Mihály tér 1. | 1935–1936    |            |

## Medgyaszay István(1877–1959)
| Kép | Név                                                      | Helyszín                                   | Építés ideje | Megjegyzés                                             |
| --- | -------------------------------------------------------- | ------------------------------------------ | ------------ | ------------------------------------------------------ |
|     | Állami Népiskola                                         | Mosonmagyaróvár, Mosonvár u. 15.           | 1909         | ma: Haller János Szakközépiskola                       |
|     | Bérház a Kelenföldi református templom mellett           | Budapest, Október 23.                      | 1920-as évek |                                                        |
|     | Bérház a Kelenföldi református templom mellett           | Budapest, Október 23. / Fehérvári út 24.   | 1920-as évek |                                                        |
|     | lakóház                                                  | Budapest, Hős u. 4.                        | 1921         |                                                        |
|     | Püspökladányi Szent Péter és Pál római katolikus templom | Püspökladány, Bajcsy-Zsilinszky u. 1.      | 1921         |                                                        |
|     | Medgyaszay villa                                         | Budapest, Ménesi út 59/b                   | 1921         |                                                        |
|     | MÁV osztálymérnökség épülete                             | Miskolc, Soltész Nagy Kálmán utca          | 1923–1925    |                                                        |
|     | Fővárosi kislakásos bérház                               | Budapest, Budaörsi út 4–18.                | 1926         | Épült Liber Endre kislakásépítési programja keretében. |
|     | Medgyaszay Ház                                           | Nagykanizsa, Sugár ut 5.                   | 1926         | Ma előadó és koncertterem.                             |
|     | Bérházcsoport                                            | Budapest, Kiss János altábornagy u. 55-59. | 1927–1929    |                                                        |
|     | lakóépület                                               | Budapest, Fadrusz u. 12.                   | 1928         |                                                        |
|     | Kelenföldi református templom                            | Budapest, Október 23. utca 5.              | 1928–1929    |                                                        |
|     | Baár–Madas Református Leánynevelő Intézet)               | Budapest, Lorántffy Zsuzsanna utca 3.      | 1929         | ma: Baár–Madas Református Gimnázium                    |
|     | a Központi Tűzőrség VIII. kerületi székházának egy része | Budapest, Dologház utca 3–5.               | 1939         | ma: Fővárosi Katasztrófavédelmi Igazgatóság            |

## Mende Valér(1886–1918)
| Kép | Név                                                         | Helyszín                    | Építés ideje | Megjegyzés |
| --- | ----------------------------------------------------------- | --------------------------- | ------------ | ---------- |
|     | Gyöngyösi Heves Megyei Általános Takarékbank                | Gyöngyös, Fő tér 9.         | 1911–1912    |            |
|     | Református Teológia és Jogakadémia (Református Újkollégium) | Kecskemét, Szabadság tér 7. | 1909–1913    |            |
|     | Lakóház                                                     | Budapest, Attila út 91.     | 1912–1913    |            |
|     | Luther-palota                                               | Kecskemét, Szabadság tér 3. | 1911–1913    |            |

## Novák Ede(1888–1951) ésBarát Béla(1888–1945)
| Kép | Név                                               | Helyszín                      | Építés ideje | Megjegyzés                                |
| --- | ------------------------------------------------- | ----------------------------- | ------------ | ----------------------------------------- |
|     | I. számú Sárkány utcai Állami Polgári Leányiskola | Budapest, Ady Endre út 73-75. | 1912–1913    | ma: Ady Endre Református Általános Iskola |

## Orczy Gyula(1864–1939)
| Kép | Név                      | Helyszín                            | Építés ideje | Megjegyzés |
| --- | ------------------------ | ----------------------------------- | ------------ | --- |
|     | Tisza Kálmán téri iskola | Budapest, II. János Pál pápa tér 4. | 1913 k.      | Épült Bárczy István kislakás- és iskolaépítési programja keretében. Ma: Deák Diák Általános Iskola. Ivancsó Istvánnal közös alkotás. |

## Óváry Artúr(1884–1962)
| Kép | Név            | Helyszín                    | Építés ideje | Megjegyzés |
| --- | -------------- | --------------------------- | ------------ | ---------- |
|     | Mártonfy villa | Budapest, Mártonfy utca 29. | 1925         |            |

## Ray Rezső Vilmos(1876–1938)
| Kép | Név                      | Helyszín               | Építés ideje | Megjegyzés                       |
| --- | ------------------------ | ---------------------- | ------------ | -------------------------------- |
|     | Bajza utcai elemi iskola | Budapest, Bajza u. 51. | 1914–1916    | ma: Bajza Utcai Általános Iskola |

## Román Miklós(1879–1945) ésRomán Ernő(1883–1959)
| Kép | Név     | Helyszín                                    | Építés ideje | Megjegyzés |
| --- | ------- | ------------------------------------------- | ------------ | ---------- |
|     | lakóház | Budapest, Visegrádi utca 62. / Gogol u. 28. | 1910         |            |

## Rerrich Béla(1881–1932)
| Kép | Név                                | Helyszín                           | Építés ideje | Megjegyzés                                                          |
| --- | ---------------------------------- | ---------------------------------- | ------------ | ------------------------------------------------------------------- |
|     | Székesfővárosi kislakásos bérházak | Budapest, Dózsa György út 138-142. | 1910–1911    | Épült Bárczy István kislakás- és iskolaépítési programja keretében. |

## Reichl Kálmán(1879–1926)
| Kép | Név                                                                           | Helyszín                         | Építés ideje | Megjegyzés |
| --- | ----------------------------------------------------------------------------- | -------------------------------- | ------------ | ---------- |
|     | Reichl-villa                                                                  | Budapest, Hunfalvy u. 11.        | 1906–1908    |            |
|     | lakóház                                                                       | Budapest, Szabó Ilonka u. 8      | 1909–1910    |            |
|     | lakóház                                                                       | Budapest, Szabó Ilonka u. 10.    | 1909–1910    |            |
|     | lakóház                                                                       | Budapest, Szabó Ilonka u. 12-14. | 1909–1910    |            |
|     | az Óbudai Gázgyári Lakótelep Tisztviselőtelep része (sorházak, iskola, óvoda) | 1033 Budapest, Jégtörő u.        | 1911–1914    |            |

## Schmidt D. Gyula(1879–1915)
| Kép | Név                           | Helyszín                | Építés ideje | Megjegyzés                                                                                        |
| --- | ----------------------------- | ----------------------- | ------------ | ------------------------------------------------------------------------------------------------- |
|     | Dembinszky utcai elemi iskola | Budapest, Hernád u. 46. | 1910–1911    | Épült Bárczy István kislakás- és iskolaépítési programja keretében. Ma: Facultas Humán Gimnázium. |

## Schodits Lajos(1872–1941) ésEberling Béla(1881–1954)
| Kép | Név                                | Helyszín                           | Építés ideje   | Megjegyzés |
| --- | ---------------------------------- | ---------------------------------- | -------------- | --- |
|     | Népszálló                          | Budapest, Dózsa György út 150-152. | 1909–1911      | Épült Bárczy István kislakás- és iskolaépítési programja keretében. Ma: Budapesti Módszertani Szociális Központ és Intézményei. |
|     | Kispesti rendőrpalota              | Budapest, Ady Endre út 29.         | 1912           | |
|     | lakóház és Wekerle mozgóképszínház | Budapest, Kós Károly tér 4.        | 1912–1913/1914 | |

## Sváb Gyula(1879–1938)
A Sváb Gyula-féle iskolaépítési program számos iskolaépülete.

## Szabó Gyula(1866–1920)
| Kép | Név                         | Helyszín                  | Építés ideje | Megjegyzés                                                          |
| --- | --------------------------- | ------------------------- | ------------ | ------------------------------------------------------------------- |
|     | Dugonics utcai elemi iskola | Budapest, Dugonics u. 17. | 1911 k.      | Épült Bárczy István kislakás- és iskolaépítési programja keretében. |

Egyéb népies stílusú munkái:

## Szeghalmy Bálint(1889–1963)
| Kép | Név                              | Helyszín                                      | Építés ideje | Megjegyzés |
| --- | -------------------------------- | --------------------------------------------- | ------------ | --- |
|     | Tapolca református templom       | Tapolca, Darányi Ignác utca és Ady Endre utca | 1935–1936    | |
|     | keszthelyi református templom    | Keszthely, Hunyadi utca 4.                    | 1931 k.      | |
|     | Miskolci Deszkatemplom           | Miskolc, Tetemvár felsősor                    | 1937–1938    | |
|     | bánhidai református templom      | Tatabánya, Árpád u. 1.                        | 1939–1951    | |
|     | kisbéri református templom       | Kisbér, Széchenyi u. 4.                       | 1941         | |
|     | Pesterzsébeti református templom | Budapest, Klapka tér 1.                       | 2019         | Tervei már 1939-ben elkészültek. A második világháború idején az építkezés félbemaradt. 1994-ben vetették fel a befejezését, amely 2017 és 2019 között le kivitelezve az eredeti tervek alapján. |

## Tátray Lajos(1885–1909)
Népies stílusú épületek terveit készítette el több pályázatra, azonban ezek végül nem valósultak meg.

## Tauszig Béla(1883–1973)
| Kép | Név                                                                 | Helyszín                          | Építés ideje | Megjegyzés                                            |
| --- | ------------------------------------------------------------------- | --------------------------------- | ------------ | ----------------------------------------------------- |
|     | Haselbock villa                                                     | Budapest, Németvölgyi út 7.       | 1912         | Roth Zsigmonddal közös alkotás.                       |
|     | Podmaniczky utcai MÁV tisztviselői lakóházak „Hatház” / MÁV-kolónia | Budapest, Podmaniczky utca 83-93. | 1918–1922    | Az épületeket tervezte és a munkálatokat irányította. |

## Tessik és Hahn (?)
| Kép | Név          | Helyszín                      | Építés ideje | Megjegyzés |
| --- | ------------ | ----------------------------- | ------------ | --- |
|     | elemi iskola | Budapest, Török Flóris u. 89. | 1929–1930    | Ma az Apor Vilmos Katolikus Főiskola Budapesti Campusa működik benne. Az épületet a 2010-es években a díszítések visszaállítása nélkül újították fel. |

## Tornallyay Zoltán(1882–1946)
Népies stílusú épületek terveit készítette el több pályázatra, azonban ezek végül nem valósultak meg (Magyarországon).

## Toroczkai Wigand Ede(1869–1945)
| Kép | Név                 | Helyszín             | Építés ideje | Megjegyzés                               |
| --- | ------------------- | -------------------- | ------------ | ---------------------------------------- |
|     | Vaszary János-villa | Tata, Művész köz 3.  | 1912         |                                          |
|     | Tulipános ház       | Tatabánya, Népház u. | 1924         | Eredetileg bányatiszti kaszinónak épült. |

## Wachtel Elemér(1879–1928)
| Kép | Név                            | Helyszín                               | Építés ideje | Megjegyzés                                               |
| --- | ------------------------------ | -------------------------------------- | ------------ | -------------------------------------------------------- |
|     | Állami elemi és polgári iskola | Budapest, Kossuth tér 11-12. (Kispest) | 1911 körül   | Ma: Trefort Ágoston Két Tanítási Nyelvű Szakközépiskola. |

## Wossala Sándor(1874–1940)
| Kép | Név                      | Helyszín              | Építés ideje | Megjegyzés                                                          |
| --- | ------------------------ | --------------------- | ------------ | ------------------------------------------------------------------- |
|     | Százados úti művésztelep | Budapest, Százados út | 1910–1911    | Épült Bárczy István kislakás- és iskolaépítési programja keretében. |

## Ybl Lajos(1855–1934)
| Kép | Név                              | Helyszín                       | Építés ideje | Megjegyzés                                                          |
| --- | -------------------------------- | ------------------------------ | ------------ | ------------------------------------------------------------------- |
|     | Székesfővárosi kislakásos bérház | Budapest, Szörény utca 5-7.    | 1909–1910    | Épült Bárczy István kislakás- és iskolaépítési programja keretében. |
|     | állami polgári fiúiskola         | Csongrád, Kossuth Lajos tér 1. | 1913–1914    | ma: Batsányi János Gimnázium                                        |

## Zrumeczky Dezső(1883–1917)
| Kép | Név                                 | Helyszín                | Építés ideje | Megjegyzés                                                          |
| --- | ----------------------------------- | ----------------------- | ------------ | ------------------------------------------------------------------- |
|     | Áldás Utcai Általános Iskola        | Budapest, Áldás utca 1. | 1911–1912    | Épült Bárczy István kislakás- és iskolaépítési programja keretében. |
|     | a budapesti Kós Károly tér főkapuja |                         | 1910 k.      |                                                                     |

Közreműködött a fentieken kívül a budapesti Fővárosi Állat- és Növénykert épületeinek tervezésénél is Kós Károly mellett.

## Nem ismert szerzőjű alkotások
| Kép | Név                                                        | Helyszín                                      | Építés ideje | Megjegyzés                                                  |
| --- | ---------------------------------------------------------- | --------------------------------------------- | ------------ | ----------------------------------------------------------- |
|     | Országos Munkás-betegbiztosító központi kórházának épülete | Budapest, Uzsoki utca 35.                     |              | Ma: az Uzsoki Utcai Kórház egyik épülete.                   |
|     | lakóház                                                    | Budapest, Keleti Károly u. 26.                |              |                                                             |
|     | lakóház                                                    | Budapest, Hattyú u. 8.                        |              |                                                             |
|     | Debrecen-Szabadságtelep megállóhely állomásépülete         | Debrecen, Debrecen-Szabadságtelep megállóhely |              | Az épületet később elbontották.                             |
|     | elemi iskola                                               | Budapest, Viola u. 2-4.                       | 1911         | Károli Gáspár Református Egyetem Állam- és Jogtudományi Kar |
|     | Berzsenyi-kastély                                          | Kemenessömjön, Berzensyi u. 19.               | 1905         |                                                             |

## A történelmi Magyarországon
A Trianoni békediktátum alkalmával elcsatolt területeken is épültek mind 1920 előtt, mind 1920 után népies stílusú épületek magyar építészek tervei alapján (pl. Kós Károly, Toroczkai Wigand Ede, Tornallyay Zoltán, Bábolnay József stb.).